# Madeleine Nilsson
Madeleine Nilsson (* 11. Oktober 1991) ist eine schwedische Leichtathletin, welche sich auf den Dreisprung spezialisiert hat.

## Karriere
Im Jahr 2014 belegte sie mit einer Weite von 12,76 Meter den dritten Platz bei den schwedischen Meisterschaften. Bei den schwedischen Meisterschaften 2015 wurde sie mit einer Weite von 12,92 m schwedische Meisterin. Die Qualifikation für die Leichtathletik-Weltmeisterschaften 2015 in Peking verpasste sie. Nachdem sie bei den schwedischen Meisterschaften 2016 keine Medaille gewinnen konnte, gewann sie 2017 erneut die Bronzemedaille.
Am 25. August 2017 stellte sie in Helsingborg mit 13,10 Metern ihre persönliche Bestleistung im Freien auf. Ihre Bestleistung in der Halle verbesserte sie am 27. Februar 2016 auf 12,85 Meter.